# Smallpdf.com
Smallpdf是瑞士一個在线PDF软件，于2013年推出。它提供压缩、转换和编辑 PDF文档的免费服务。

## 历史
2013年，Mathis Büchi、Lino Teuterberg和Manuel Stofer等人在韩国居住期间创立Smallpdf。这个想法来自于他们的家人需要通过电子邮件來发送和压缩大文件。
Smallpdf推出之初具有独立的PDF压缩工具。此後該網站又推出了超过16种PDF工具来讓用戶转换、压缩和编辑PDF文档。截至2019 年，每月约有2500万用户使用 Smallpdf。
2018年11月，Smallpdf与Dropbox集成，Dropbox扩展將加入Smallpdf，Dropbox用户可以在Dropbox內通過Smallpdf编辑PDF。